# 23 août 1955
Le mardi 23 août 1955 est le 235e jour de l'année 1955.

## Naissances
- Christine Hennion, femme politique française
- Ibrahim Aoudou, joueur de football camerounais
- Jennifer Holmes, actrice américaine
- Manasie Akpaliapik, sculpteur canadien
- Michael Mak Kwok-Fung, personnalité politique de Hong-Kong
- Morenito de Maracay, matador vénézuélien
- Péter Pál Pálfy, mathématicien hongrois
- Pierre Éliane, prêtre catholique, carme et musicien français

## Décès
- Alain de Prelle (né le 30 novembre 1922), journaliste belge
- Joseph Frossard (né en 1879), chimiste français
- Rudolf Minger (né le 13 novembre 1881), politicien suisse

## Événements
- Découverte des astéroïdes (2974) Holden et (5536) Honeycutt
- Fin de l'ouragan Diane